# Họ Lưỡi nai
Họ Lưỡi nai hay họ Y tọa hoặc họ Ý thiếp (danh pháp khoa học: Iteaceae) là một họ thực vật hạt kín chứa các loài cây gỗ hay cây bụi bản địa miền đông Bắc Mỹ, Đông Nam Á tới miền tây Malesia, miền đông và miền nam châu Phi (khi hiểu theo nghĩa rộng thì còn có ở México). Một vài hệ thống phân loại cũ còn đặt các chi thuộc họ này vào trong họ Grossulariaceae. Hệ thống APG III năm 2009 hiểu họ này theo nghĩa rộng, gộp cả họ Pterostemonaceae vào trong họ Iteaceae.
Họ này được biết đến từ các hóa thạch hoa có niên đại tới tầng Tours thuộc Phấn trắng muộn, tìm thấy trong thành hệ Raritan ở New Jersey cũng như hóa thạch lá có niên đại tới thế Eocen tìm thấy trong thành hệ núi Klondike, Washington.

## Các chi
Theo APG III thì họ này bao gồm 2 chi và khoảng 21 loài còn sinh tồn.
- Itea (bao gồm cả Choristylis): Khoảng 18 loài cây gỗ hay cây bụi. Hoa lưỡng tính hay đa tạp-đơn tính cùng gốc.
- Pterostemon: 3 loài tại Mexico. Cây bụi. Hoa lưỡng tính

Tại Việt Nam có 1 chi (Itea) và 4 loài.

## Hình ảnh

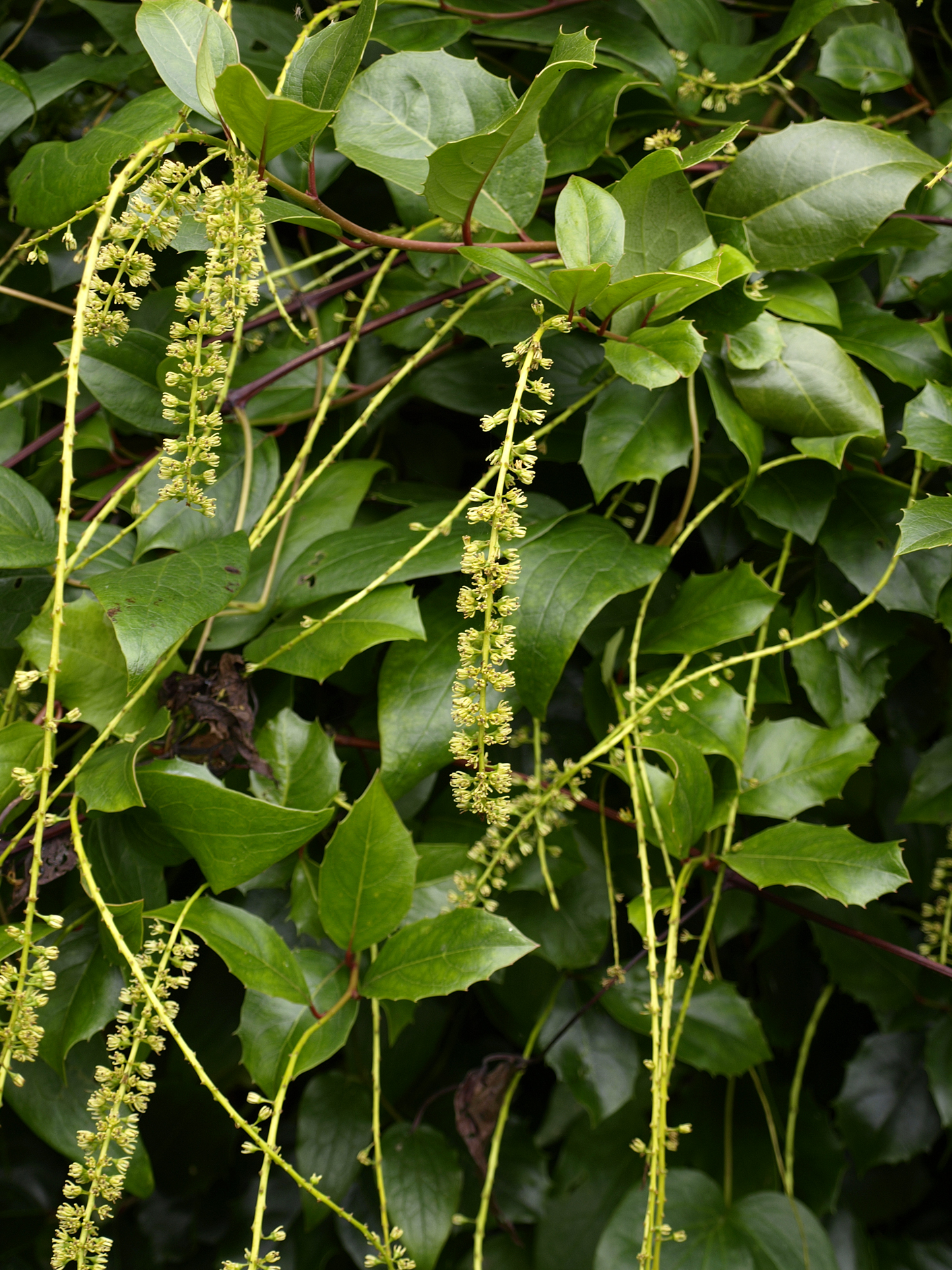
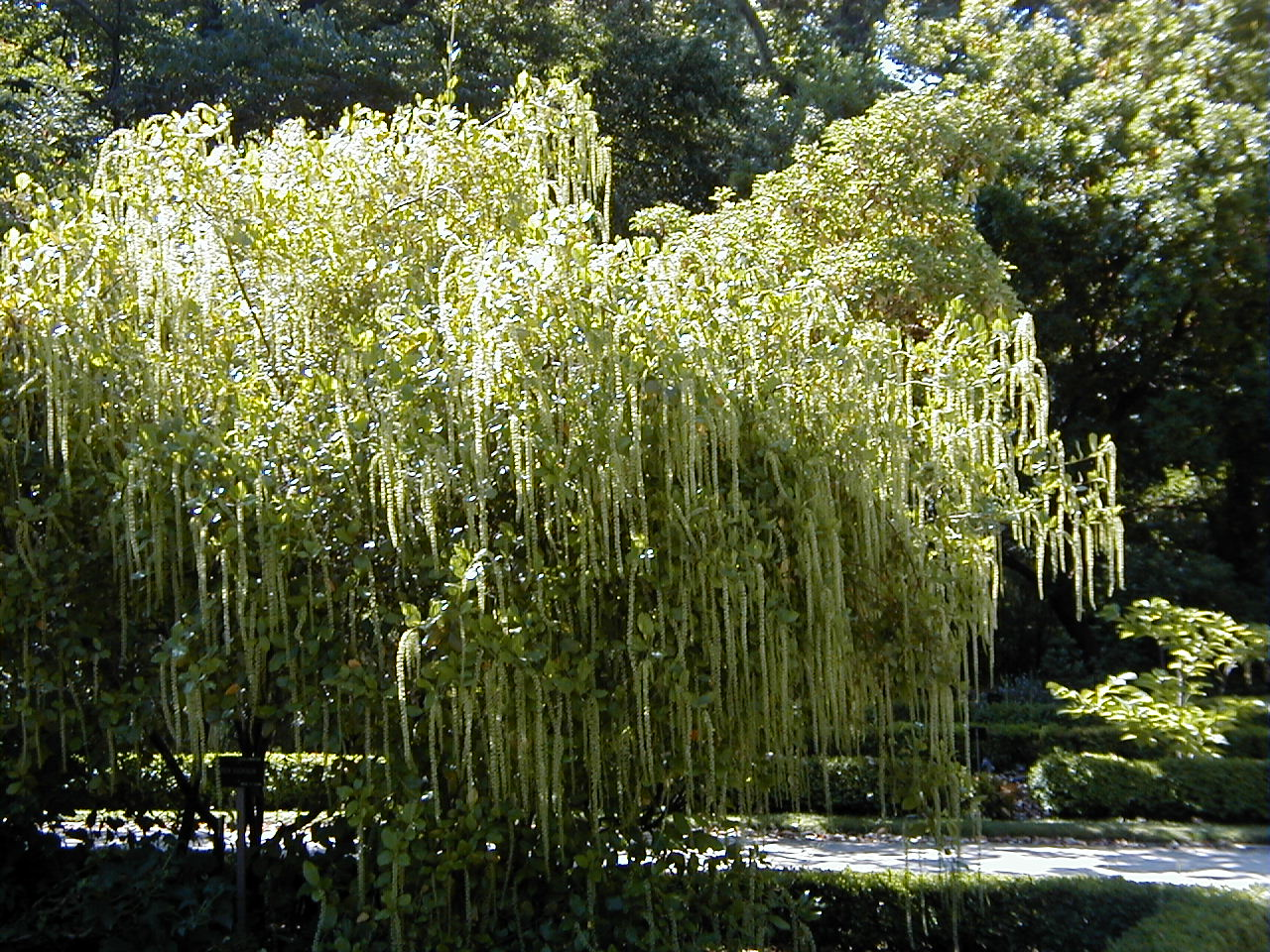
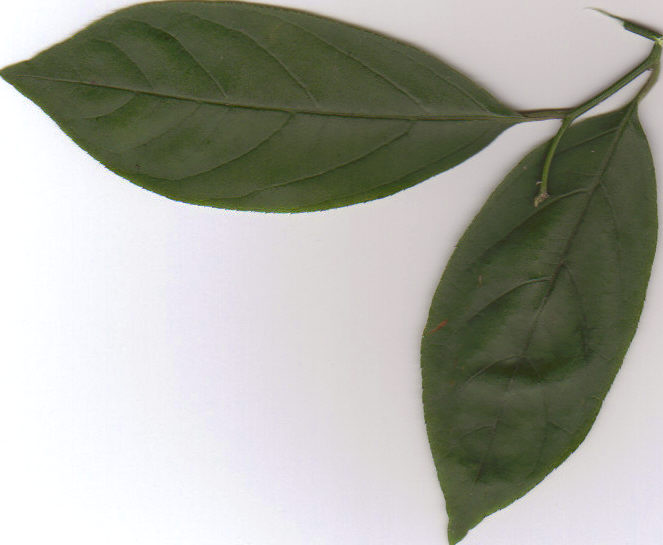